# Tsvetnoj Boelvar (metrostation)
Tsvetnoj Boelvar (Russisch: Цветной бульвар uitspraakⓘ) is een station aan de Serpoechovsko-Timirjazevskaja-lijn van de Moskouse metro. Het station werd geopend op 31 december 1988 als onderdeel van het baanvak Tsjechovskaja – Savjolovskaja. In een vraaggesprek met radiozender Vesti-FM zei de woordvoerder van de Moskouse metro dat het station is gebouwd op verzoek van Joeri Nikoelin, een van de topartiesten van het Moskouse circus. De stationshal bevindt zich op de begane grond van het kantoorgebouw van Metrostroi aan de Tsvetnoj Boelvar naast de markthal. Het naar Nikoelin genoemde circustheater ligt aan de andere kant van de markthal ongeveer 100 meter ten zuiden van het station. 

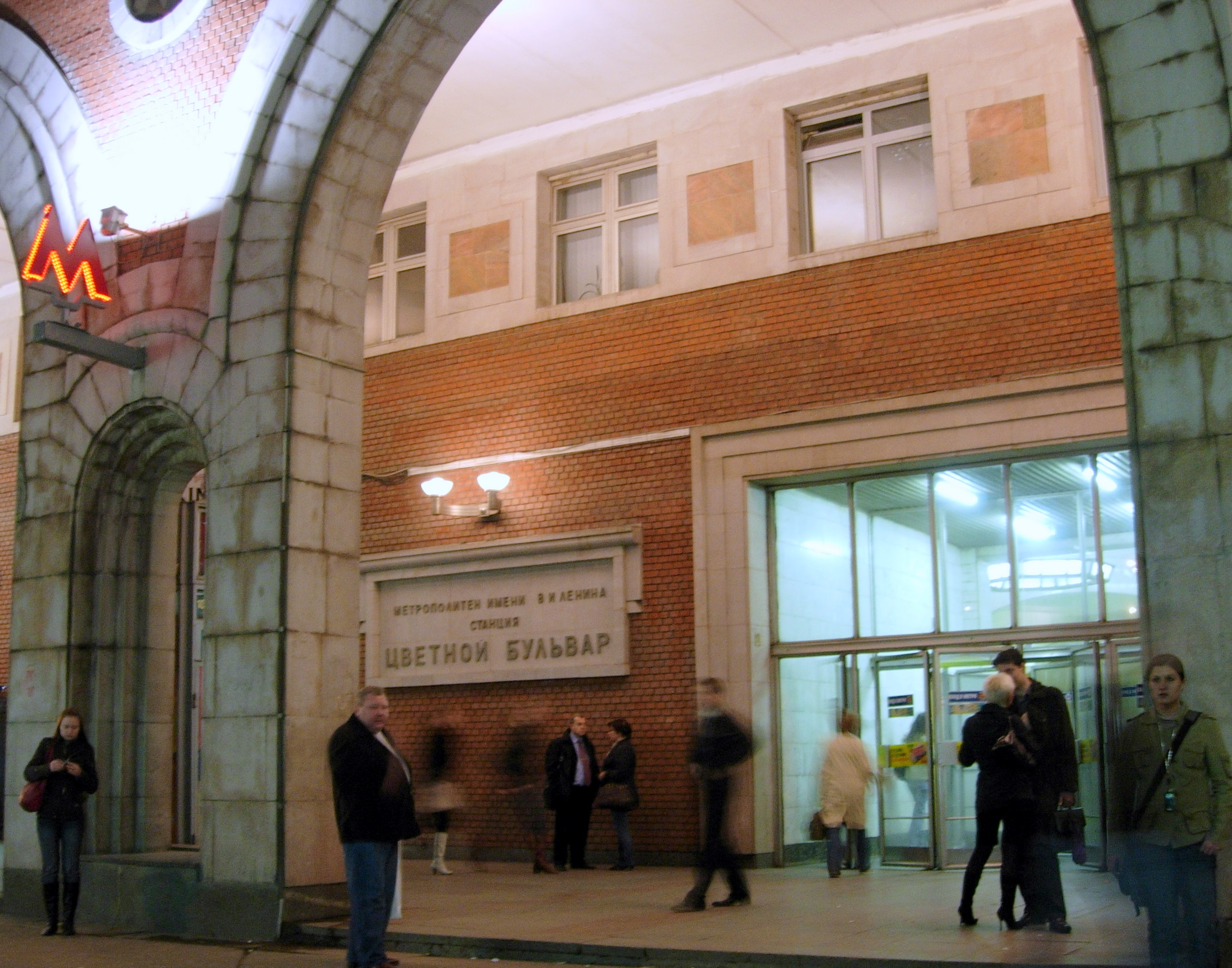
De voorgevel
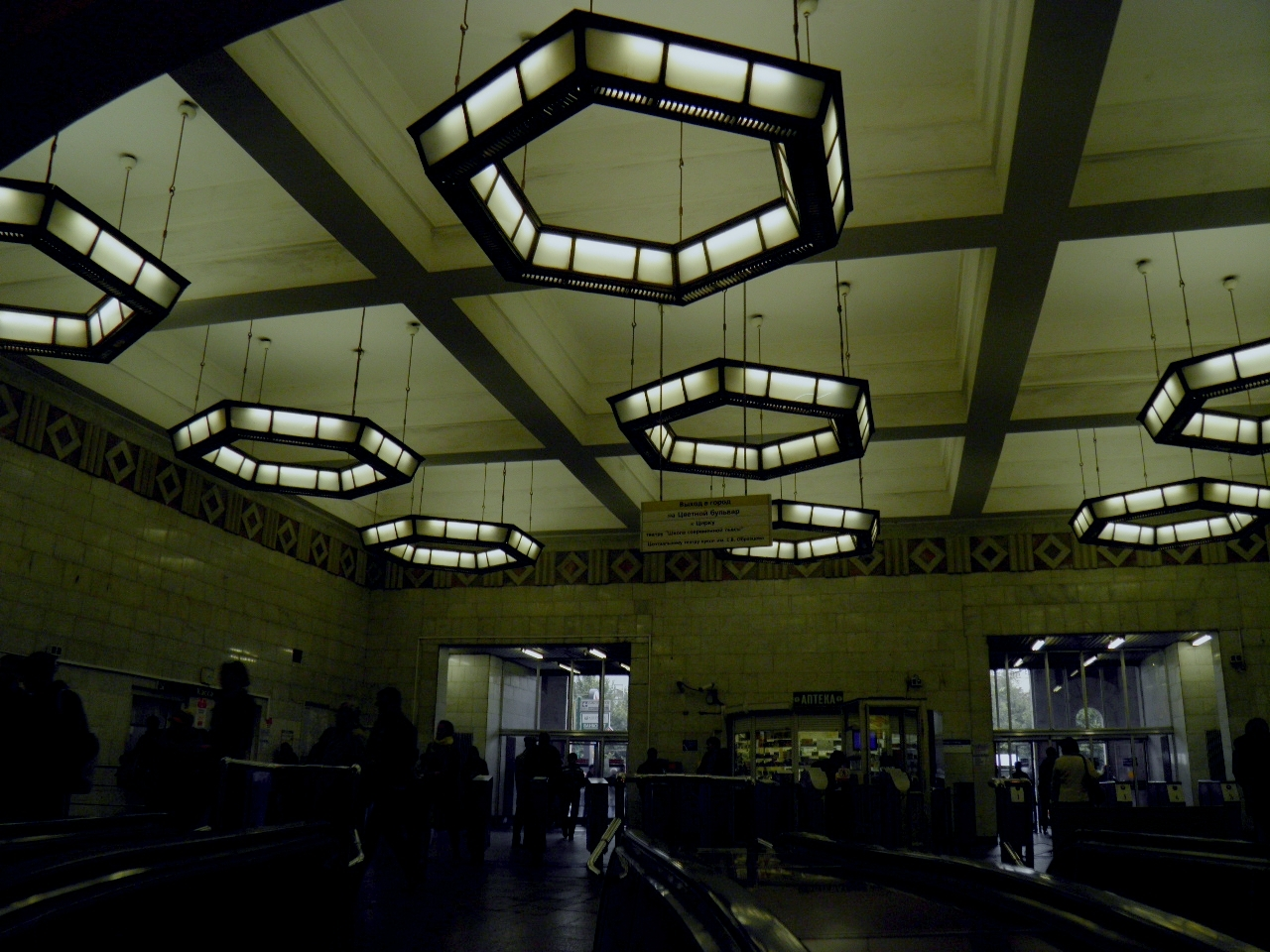
De stationshal
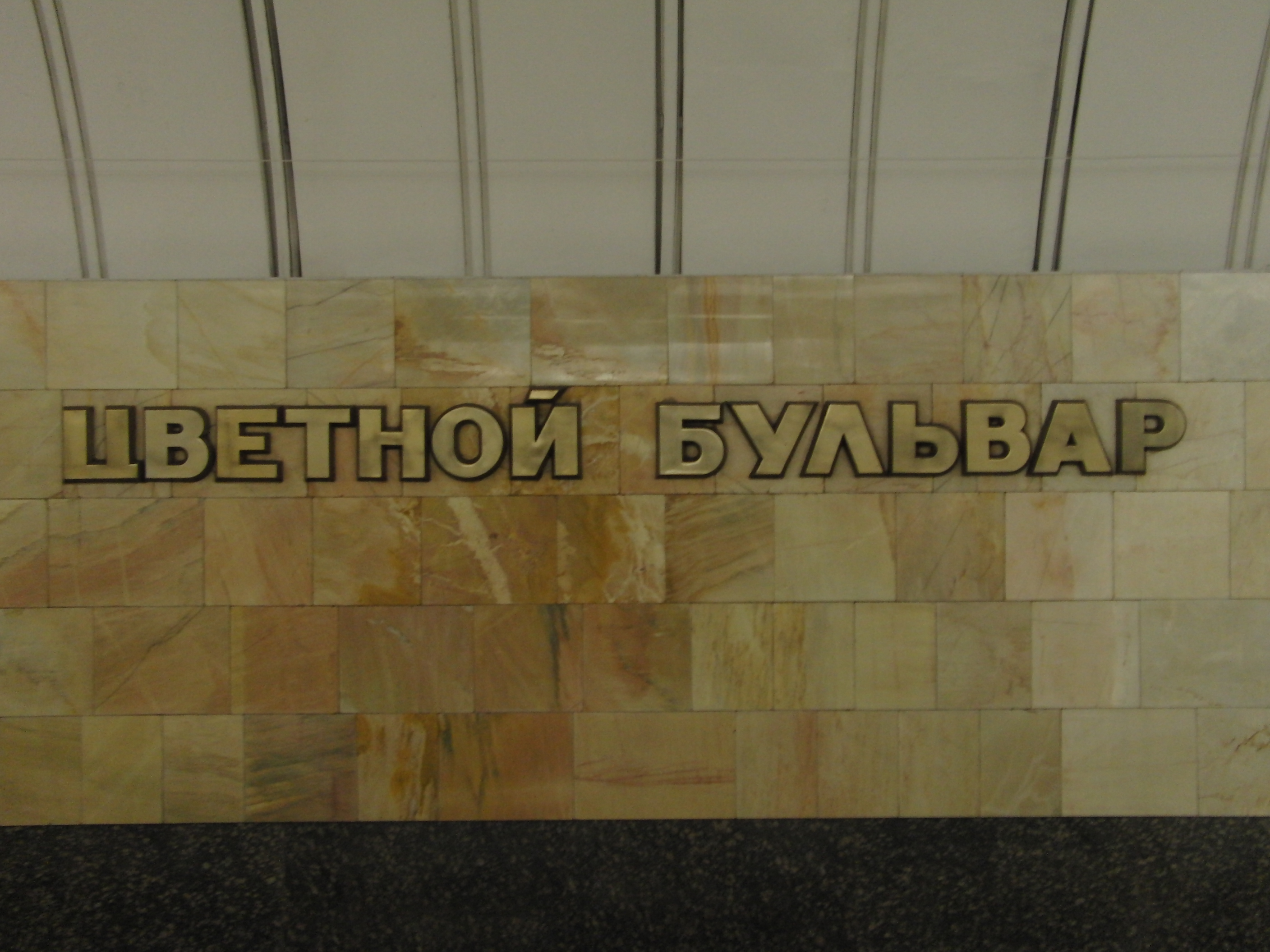
De stationsnaam op de tunnelwand

Ondergronds is er sprake van een pylonenstation waarbij ten opzichte van het standaard ontwerp bredere pylonen gebruikt zijn. De beide perrontunnels zijn langer dan de middenhal die op zijn beurt aan beide kopse kanten een vaste trap kent. De noordelijke trap komt uit bij de roltrappen die zijn verbonden met de stationshal. De zuidelijke trap sluit aan op een verbindingstunnel naar de roltrappen die verbonden zijn met het perron van Troebnaja aan de Ljoeblinsko-Dmitrovskaja-lijn. Het station is bekleed met licht gekleurd marmer. De friezen tussen de wanden en het gewelf zijn voorzien van lichtbakken die ter hoogte van de pylonen zijn opgesierd met glazen mozaïeken van kunstenaar V.D. Kalenski. Op de tussenverdieping aan de noordkant hangt een glas-in-loodraam van 25m2 met als thema Circusartiesten eveneens van de hand van Kalenski. In 1999 werden 34.110 reizigers per dag gesteld, in 2002 waren er 34.500 instappers en 39.900 uitstappers per dag. De eerste metro naar het noorden vertrekt om 5:56 uur. Op werkdagen vertrekt de eerste metro naar het zuiden om 5:43 uur, in het weekeinde om 5:46 uur.